# Родос Леонід Аркадійович
Родос Леонід Аркадійович (нар. 1 січня 1919, Катеринослав, Вільна Територія — 2010-ті) — український та радянський футболіст і футбольний тренер. Тренував такі відомі українські команди, як «Авангард» (Тернопіль), «Дніпро», «Металург» та «Кривбас».